# The War (album Exo)
The War – czwarty album studyjny grupy EXO, wydany 18 lipca 2017 roku przez wytwórnię SM Entertainment. Został wydany w trzech różnych wersjach, zarówno w języku koreańskim i mandaryńskim (łącznie w sześciu). Głównym singlem albumu jest „Ko Ko Bop”.
Album został poszerzony o trzy nowe utwory i wydany ponownie 5 września 2017 roku pod nowym tytułem THE WAR: The Power of Music. Płytę promował singel „Power”.
Album The War sprzedał się w ilości 1 085 094 egzemplarzy, a THE WAR: The Power of Music sprzedał się w ilości 511 865 egzemplarzy (stan na grudzień 2017 r.).

## Lista utworów

### The War
| CD (wer. kor.) | CD (wer. kor.)                                                                      | CD (wer. kor.)                                          | CD (wer. kor.) | CD (wer. kor.)                                        | CD (wer. kor.) |
| Nr             | Tytuł utworu                                                                        | Tekst                                                   | Kompozycja | Aranżacja                                             | Długość        |
| -------------- | ----------------------------------------------------------------------------------- | ------------------------------------------------------- | --- | ----------------------------------------------------- | -------------- |
| 1.             | „Jeonya (The Eve)” (전야 (前夜) (The Eve)                                           | Hwang Yoo-bin                                           | Mike Woods, Kevin White, Andrew Bazzi, MZMC, Henry Lau                                                                  | Rice n' Peas                                          | 2:56           |
| 2.             | „Ko Ko Bop”                                                                         | Kim Jong-dae, Chanyeol, Byun Baek-hyun, JQ, Hyun Ji-won | Kaelyn Behr, Tay Jasper, Shaylen Carroll, MZMC                                                                          | Styalz Fuego                                          | 3:10           |
| 3.             | „What U do?”                                                                        | Kenzie                                                  | Kenzie, Ronny Svendsen, Justin Stein                                                                                    | Ronny Svendsen                                        | 3:51           |
| 4.             | „Forever”                                                                           | Kenzie                                                  | Kenzie, LDN Noise, Adrian Mckinnon                                                                                      | LDN Noise                                             | 3:51           |
| 5.             | „Diamond” (kor. 다이아몬드 (Diamond))                                               | Jo Yoon-kyung                                           | Harvey Mason Jr., Michael "R!ot" Wyckoff, Britt Burton, Patrick "J Que" Smith, Dewain Whitmore                          | Mason Jr., Wyckoff, Burton, Smith, Whitmore           | 3:31           |
| 6.             | „Neoui Sonjit (Touch It)” (kor. 너의 손짓 (Touch It))                               | Kim Jong-dae, Jo Yoon-kyung                             | Carlos Battey, Steven Battey, David Delazyn (The Fliptones), Chaz Mishan (The Fliptones), Denzil Remedios, Ryan S. Jhun | C. Battey, S. Battey, Delazyn, Mishan, Remedios, Jhun | 3:30           |
| 7.             | „Soreum (Chill)” (kor. 소름 (Chill))                                                | Chanyeol, Seo Ji-eum                                    | Darius Bryant, Julien Maurice Moore, G. Soul, Tay Jasper, Otha "Vakseen" Davis III, MZMC                                | DROYD                                                 | 3:08           |
| 8.             | „Gieogeul Geotneun Bam (Walk On Memories)” (kor. 기억을 걷는 밤 (Walk On Memories)) | Lee Seu-ran                                             | Justin Reinstein, Wassily Gradovsky                                                                                     | Wassily Gradovsky                                     | 3:52           |
| 9.             | „Naega Michyeo (Going Crazy)” (kor. 내가 미쳐 (Going Crazy))                        | JQ Seolim                                               | AE (BeatBurger), Shaun, Wilbart "Vedo" McCoy III, Paul "MARZ" Thompson, MZMC, Otha "Vakseen" Davis III                  | JAE (BeatBurger), Shaun                               | 3:46           |

| CD (wer. chiń.) | CD (wer. chiń.)                                       | CD (wer. chiń.) | CD (wer. chiń.) | CD (wer. chiń.)                                       | CD (wer. chiń.) |
| Nr              | Tytuł utworu                                          | Tekst           | Kompozycja | Aranżacja                                             | Długość         |
| --------------- | ----------------------------------------------------- | --------------- | --- | ----------------------------------------------------- | --------------- |
| 1.              | „The Eve” (破風 (The Eve)                             | Hwang Yoo-bin   | Mike Woods, Kevin White, Andrew Bazzi, MZMC, Henry Lau                                                                  | Rice n' Peas                                          | 2:56            |
| 2.              | „Ko Ko Bop” (Chinese Ver.)                            | Shim Baek-saek  | Kaelyn Behr, Tay Jasper, Shaylen Carroll, MZMC                                                                          | Styalz Fuego                                          | 3:10            |
| 3.              | „What U do?” (可愛·可惡)                              | Shim Baek-saek  | Kenzie, Ronny Svendsen, Justin Stein                                                                                    | Ronny Svendsen                                        | 3:51            |
| 4.              | „Forever” (Chinese Ver.)                              | Im Heun-yeob    | Kenzie, LDN Noise, Adrian Mckinnon                                                                                      | LDN Noise                                             | 3:51            |
| 5.              | „Diamond” (C樂章 (Diamond))                           | Lu Yi Qiu       | Harvey Mason Jr., Michael "R!ot" Wyckoff, Britt Burton, Patrick "J Que" Smith, Dewain Whitmore                          | Mason Jr., Wyckoff, Burton, Smith, Whitmore           | 3:31            |
| 6.              | „Touch It” (指語 (Touch It))                          | Li Yi Xuan      | Carlos Battey, Steven Battey, David Delazyn (The Fliptones), Chaz Mishan (The Fliptones), Denzil Remedios, Ryan S. Jhun | C. Battey, S. Battey, Delazyn, Mishan, Remedios, Jhun | 3:30            |
| 7.              | „Chill” (Chinese Ver.)                                | Yang Yo-jung    | Darius Bryant, Julien Maurice Moore, G. Soul, Tay Jasper, Otha "Vakseen" Davis III, MZMC                                | DROYD                                                 | 3:08            |
| 8.              | „Walk On Memories” (kor. 夢回暮夜 (Walk On Memories)) | Wang Jung-un    | Justin Reinstein, Wassily Gradovsky                                                                                     | Wassily Gradovsky                                     | 3:52            |
| 9.              | „Going Crazy” (kor. Chinese Ver.)                     | Lu Yi Qiu       | AE (BeatBurger), Shaun, Wilbart "Vedo" McCoy III, Paul "MARZ" Thompson, MZMC, Otha "Vakseen" Davis III                  | JAE (BeatBurger), Shaun                               | 3:46            |

### THE WAR: The Power of Music
| CD (wer. kor.) | CD (wer. kor.)                                                                      | CD (wer. kor.)                                          | CD (wer. kor.) | CD (wer. kor.)                                        | CD (wer. kor.) |
| Nr             | Tytuł utworu                                                                        | Tekst                                                   | Kompozycja | Aranżacja                                             | Długość        |
| -------------- | ----------------------------------------------------------------------------------- | ------------------------------------------------------- | --- | ----------------------------------------------------- | -------------- |
| 1.             | „Jeonya (The Eve)” (전야 (前夜) (The Eve)                                           | Wang Jung-un                                            | Mike Woods, Kevin White, Andrew Bazzi, MZMC, Henry Lau                                                                  | Rice n' Peas                                          | 2:56           |
| 2.             | „Power”                                                                             | JQ Kim Hye-jung (makeumine works)                       | Greg Bonnick, Hayden Chapman, James Matthew Norton                                                                      | LDN Noise                                             | 3:42           |
| 3.             | „Sweet Lies”                                                                        | Chanyeol, G.Soul                                        | Joseph "Joe Millionaire" Foster, Tay Jasper, G. Soul, Otha "Vakseen" Davis III, MZMC                                    | Joseph "Joe Millionaire" Foster                       | 3:36           |
| 4.             | „Ko Ko Bop”                                                                         | Kim Jong-dae, Chanyeol, Byun Baek-hyun, JQ, Hyun Ji-won | Kaelyn Behr, Tay Jasper, Shaylen Carroll, MZMC                                                                          | Styalz Fuego                                          | 3:10           |
| 5.             | „What U do?”                                                                        | Kenzie                                                  | Kenzie, Ronny Svendsen, Justin Stein                                                                                    | Ronny Svendsen                                        | 3:51           |
| 6.             | „Forever”                                                                           | Kenzie                                                  | Kenzie, LDN Noise, Adrian Mckinnon                                                                                      | LDN Noise                                             | 3:51           |
| 7.             | „Boomerang” (kor. 부메랑(Boomerang))                                                | Jo Yoon-kyung                                           | Daniel “Obi" Klein, Thomas Sardorff, Ilanguaq Lumholt                                                                   | Daniel "Obi" Klein                                    | 3:00           |
| 8.             | „Diamond” (kor. 다이아몬드 (Diamond))                                               | Jo Yoon-kyung                                           | Harvey Mason Jr., Michael "R!ot" Wyckoff, Britt Burton, Patrick "J Que" Smith, Dewain Whitmore                          | Mason Jr., Wyckoff, Burton, Smith, Whitmore           | 3:31           |
| 9.             | „Neoui Sonjit (Touch It)” (kor. 너의 손짓 (Touch It))                               | Kim Jong-dae, Jo Yoon-kyung                             | Carlos Battey, Steven Battey, David Delazyn (The Fliptones), Chaz Mishan (The Fliptones), Denzil Remedios, Ryan S. Jhun | C. Battey, S. Battey, Delazyn, Mishan, Remedios, Jhun | 3:30           |
| 10.            | „Soreum (Chill)” (kor. 소름 (Chill))                                                | Chanyeol, Seo Ji-eum                                    | Darius Bryant, Julien Maurice Moore, G. Soul, Tay Jasper, Otha "Vakseen" Davis III, MZMC                                | DROYD                                                 | 3:08           |
| 11.            | „Gieogeul Geotneun Bam (Walk On Memories)” (kor. 기억을 걷는 밤 (Walk On Memories)) | Lee Seu-ran                                             | Justin Reinstein, Wassily Gradovsky                                                                                     | Wassily Gradovsky                                     | 3:52           |
| 12.            | „Naega Michyeo (Going Crazy)” (kor. 내가 미쳐 (Going Crazy))                        | JQ Seolim                                               | AE (BeatBurger), Shaun, Wilbart "Vedo" McCoy III, Paul "MARZ" Thompson, MZMC, Otha "Vakseen" Davis III                  | JAE (BeatBurger), Shaun                               | 3:46           |

| CD (wer. chiń.) | CD (wer. chiń.)                                       | CD (wer. chiń.) | CD (wer. chiń.) | CD (wer. chiń.)                                       | CD (wer. chiń.) |
| Nr              | Tytuł utworu                                          | Tekst           | Kompozycja | Aranżacja                                             | Długość         |
| --------------- | ----------------------------------------------------- | --------------- | --- | ----------------------------------------------------- | --------------- |
| 1.              | „The Eve” (破風 (The Eve)                             | Hwang Yoo-bin   | Mike Woods, Kevin White, Andrew Bazzi, MZMC, Henry Lau                                                                  | Rice n' Peas                                          | 2:56            |
| 2.              | „Power” (超音力 (Power))                              | Wu Yi Wei       | Greg Bonnick, Hayden Chapman, James Matthew Norton                                                                      | LDN Noise                                             | 3:42            |
| 3.              | „Sweet Lies” (Chinese Ver.)                           | JeremyG         | Joseph "Joe Millionaire" Foster, Tay Jasper, G. Soul, Otha "Vakseen" Davis III, MZMC                                    | Joseph "Joe Millionaire" Foster                       | 3:36            |
| 4.              | „Ko Ko Bop” (Chinese Ver.)                            | Shim Baek-saek  | Kaelyn Behr, Tay Jasper, Shaylen Carroll, MZMC                                                                          | Styalz Fuego                                          | 3:10            |
| 5.              | „What U do?” (可愛·可惡)                              | Shim Baek-saek  | Kenzie, Ronny Svendsen, Justin Stein                                                                                    | Ronny Svendsen                                        | 3:51            |
| 6.              | „Forever” (Chinese Ver.)                              | Im Heun-yeob    | Kenzie, LDN Noise, Adrian Mckinnon                                                                                      | LDN Noise                                             | 3:51            |
| 7.              | „Boomerang” (Chinese Ver.)                            | Yan Yun Nong    | Daniel “Obi" Klein, Thomas Sardorff, Ilanguaq Lumholt                                                                   | Daniel "Obi" Klein                                    | 3:00            |
| 8.              | „Diamond” (C樂章 (Diamond))                           | Lu Yi Qiu       | Harvey Mason Jr., Michael "R!ot" Wyckoff, Britt Burton, Patrick "J Que" Smith, Dewain Whitmore                          | Mason Jr., Wyckoff, Burton, Smith, Whitmore           | 3:31            |
| 9.              | „Touch It” (指語 (Touch It))                          | Li Yi Xuan      | Carlos Battey, Steven Battey, David Delazyn (The Fliptones), Chaz Mishan (The Fliptones), Denzil Remedios, Ryan S. Jhun | C. Battey, S. Battey, Delazyn, Mishan, Remedios, Jhun | 3:30            |
| 10.             | „Chill” (Chinese Ver.)                                | Yang Yo-jung    | Darius Bryant, Julien Maurice Moore, G. Soul, Tay Jasper, Otha "Vakseen" Davis III, MZMC                                | DROYD                                                 | 3:08            |
| 11.             | „Walk On Memories” (kor. 夢回暮夜 (Walk On Memories)) | Wang Jung-un    | Justin Reinstein, Wassily Gradovsky                                                                                     | Wassily Gradovsky                                     | 3:52            |
| 12.             | „Going Crazy” (kor. Chinese Ver.)                     | Lu Yi Qiu       | AE (BeatBurger), Shaun, Wilbart "Vedo" McCoy III, Paul "MARZ" Thompson, MZMC, Otha "Vakseen" Davis III                  | JAE (BeatBurger), Shaun                               | 3:46            |